# Резвой, Николай Петрович
Николай Петрович Резвой (1749—1816) — санкт-петербургский городской голова, старший сын Петра Терентьевича и брат Дмитрия Петровича Резвого.

## Биография
Николай Резвой родился в купеческой семье, точная дата рождения неизвестна. Унаследовав торговые дела своего отца, продолжал заниматься ими и его подрядами. В 1788 году он взял на откуп Красносельские сады придворного ведомства на 4 года с платой в 1500 рублей в год, но придворная Контора, видимо, имея какие-то счёты с Резвыми (помня его отца или даже деда), на следующий же год (1789) удалила Резвого от аренды и стала взыскивать с него убытки, оценив их в несколько десятков тысяч рублей. Резвой подал жалобу в Суд, который посчитал претензии Дворцового Управления несправедливыми. Дело пошло по инстанциям и дошло до Государственного Совета, который, рассмотрев его на своём заседании 15 марта 1809 года — спустя 20 лет после начала иска, — признал Резвого правым и списал бывшую на нём недоимку. Помимо подрядов, Резвой продолжал содержать открытый ещё его отцом гастрономический магазин.
Кроме торговых дел, Резвой продолжал, идя по стопам отца, городскую службу: в 1783 году он был выбран в городовой магистрат бурмистром, в 1785 году стал заседателем губернского магистрата и Приказа общественного призрения, в 1792 году — городским головой. После восшествия на престол Павла І карьера Резвого сразу пошла вверх, так как на его родной сестре, Анне Петровне, был женат недавний брадобрей и любимец Императора — новопожалованный граф Кутайсов.
4 мая 1797 года коллежский асессор Резвой был награждён чином надворного советника; когда же было введено новое Положение для столичного града Санкт-Петербурга, то 12 сентября 1798 года появился именной указ Павла І: «Надворному Советнику Резвому повелеваем в Санкт-Петербургском Городском Правлении отправлять должность Экономии Директора, всемилостивейше жалуя его в коллежские советники»; в 1799 году, 13 ноября, через год, «С.-Петербургского Городового Правления Экономии Директор коллежский советник Резвой, в воздаяние за усердную службу и труды, по сей части прилагаемые», был пожалован в статские советники с оставлением в полученной ранее должности, а 1 марта 1800 года было приказано «служащему в Камер-Департаменте Экономии Директору статскому советнику Резвому, оставляя ему в пенсион нынешнее жалованье, быть Президентом в Санкт-Петербургском Ратгаузе»; наконец, 15 июня 1800 года: «Санкт-Петербургского Ратгауза Президента Резвого всемилостивейше жалуем в наши действительные статские советники», а 14 июля того же года: «Президенту Ратгауза» Резвому было пожаловано 3000 десятин в Саратовской губернии. Кроме этих наград чинами и землёй, Резвому были пожалованы ордена св. Анны 2-й степени (19-го февраля 1799 года) и св. Иоанна Иерусалимского (19 сентября 1800 года).
При вступлении на престол Александра І Ратгауз был упразднен, снова ввелась жалованная грамота Императрицы Екатерины II городам, поэтому Резвой в 1803 году был причислен к Герольдии, а 15 января 1808 года был избран шлиссельбургским уездным предводителем дворянства.
В бытность Резвого президентом Ратгауза был произведён значительный ремонт здания Ратгауза и выстроена башня Ратгауза (Городской Думы).
Резвой скончался в 1816 году; он был женат на Прасковье Матвеевне Белозеровой (25 октября 1762 — 20 февраля 1842), дочери Шлиссельбургского купца и городского головы, и имел в браке с ней трёх сыновей: Петра (01.12.1791), Дмитрия (02.07.1795) и Николая (17.10.1796), все трое служили в артиллерии, и дочерей: Александру (04.01.1787), Федосею (29.05.1788), Ольгу (29.05.1788), Екатерину (01.10.1789) и Анну; последняя была замужем за инженер-генерал-лейтенантом, сенатором Василием Ивановичем Масловым, и умерла 6 апреля 1875 года в возрасте 81 года.